# Baseh
Baseh is een bestuurslaag (kelurahan) in het onderdistrict (kecamatan) Kedung Banteng in het regentschap Banyumas van de provincie Midden-Java, Indonesië. Baseh telt 3402 inwoners (volkstelling 2010).